# Republikanska folkpartiet
Republikanska folkpartiet, förkortat CHP (turkiska: Cumhuriyet Halk Partisi), är det äldsta politiska partiet i Turkiet, officiellt grundat i september 1923 av Kemal Atatürk. Partiet hade under 1900-talet en enorm betydelse för skapandet av det moderna Turkiet, inte minst för dess sekulära, republikanska värderingar. Det är[när?] medlem av Socialistinternationalen och associerad medlem i Europeiska socialdemokratiska partiet. Nuvarande[när?] partiledare är Özgür Özel.
CHP fick 25,94 % av rösterna och 135 mandat i parlamentsvalet den 12 juni 2011.
I region- och kommunvalen i mars 2024 segrade CHP i landets fem största städer (Istanbul, Ankara, Izmir, Bursa och Antalya) och vann med nära 38 procent av rösterna valet även på riksplanet.

## Historia
Partiets föregångare var Sällskapet för försvar av Anatolien och Rumeliens rättigheter, en nationalistisk organisation bildad år 1919 som i turkiska frihetskriget motsatte sig den franska och brittiska ockupationen av Konstantinopel liksom Sèvresfördraget. Gruppen var den enda som ställde upp i parlamentsvalet 28 juni 1923 och vann därmed samtliga mandat i den nya folkrepresentationen. I september samma år grundades Folkpartiet, sedan 1924 Republikanska folkpartiet. Med undantag för två kortvariga perioder av tvåpartisystem, 1924–1925 och år 1930, var CHP det enda partiet i Turkiet fram till 1945 och dominerade statsapparaten. Dess reformpolitik tog direkt fart med utropandet av Republiken Turkiet 29 oktober 1923, införandet av strikt statssekularism och kalifatets avskaffande 3 mars 1924, införandet av kvinnlig rösträtt i lokalval år 1930 och deltagande i nationella val år 1934, minskad skattebörda för bönder och utveckling av landsbygden. Efter Atatürks död år 1938 blev İsmet İnönü partiledare och Turkiets president.
I parlamentsvalet 1946 där man fick opposition från det nybildade moderat konservativa Demokratiska partiet segrade CHP med ett innan valet etablerat majoritetsvalsystem. I valet 1950 slog detta dock tillbaka och Demokratiska partiet vann valet och det första parlamentariska maktöverlämnandet i turkisk historia genomfördes. CHP var i opposition till Demokratiska partiet fram till militärkuppen år 1960 då premiärministern och andra ministrar avrättades eftersom armén fruktade att regeringen skulle närma sig Sovjet för finansiellt stöd. Demokratiska partiet förbjöds av juntan och året därpå hölls parlamentsval som CHP vann med drygt 36% av rösterna. Man bildade därför koalitionsregering med det nybildade moderat konservativa Rättvisepartiet. 
Samarbetet med Rättvisepartiet avbröts efter 1971 års militärkupp då Rättvisepartiets premiärminister Süleyman Demirel avsattes. İsmet İnönü vägrade kritisera kuppen vilket ledde till ökat stöd för Bülent Ecevit som 1972 blev ny partiledare för CHP. Denne fortsatte förvisso på partiets sekulära nationalistiska bana men svängde samtidigt alltmer åt vänster. Samtidigt styrde CHP i koalition med ett islamistiskt konservativt parti vilket skapade svårigheter att samregera. 1975–1980 styrde CHP återigen i koalition med Rättvisepartiet men förlorade makten till det senare år 1980 då Süleyman Demirel åter blev premiärminister.
Efter militärkuppen år 1980 förbjöds samtliga politiska partier. Fram till 1987 kunde inga folkvalda som suttit innan kuppen åter kandidera och fram till 1992 fick inga partier som fanns innan kuppen återskapas. CHP existerade därför under denna tidsperiod under flera andra namn, främst Socialdemokratiska populistiska partiet. Först år 2002 fick det återskapade Republikanska folkpartiet en signifikant närvaro i parlamentet igen.
Flera svenska och turkiska politiker krävde den 30 juni 2008 vid Socialistinternationalens sammankomst i Aten att partiet skulle uteslutas. Detta på grund av att det på senare år påstås ha motverkat demokratiska reformer i hemlandet Turkiet. Förslaget på partiets uteslutning blev dock nedröstat.

## Ideologi
Som symbol använder Republikanska folkpartiet sex vita pilar mot en röd bakgrund, vilket representerar de turkiska färgerna samt Atatürks sex politiska principer: 
- republikanism (mot det osmanska sultanatet)
- nationalism (för nationell självständighet, mot utländsk imperialism)
- etatism (för en stark statsmakt)
- populism (för folkets stöd och inflytande)
- laicism (sekularism, för en statsapparat fri från religiöst inflytande)
- revolutionism (för en samhällsomvälvning mot de gamla strukturerna och värdegrunderna)